# Stiphropus bisigillatus
Stiphropus bisigillatus is een spinnensoort uit de familie van de krabspinnen (Thomisidae).
De wetenschappelijke naam van de soort werd in 1952 gepubliceerd door Reginald Frederick Lawrence.